# Jordan Valley
Jordan Valley é uma cidade localizada no estado norte-americano de Oregon, no Condado de Malheur.

## Demografia
Segundo o censo norte-americano de 2000, a sua população era de 239 habitantes.
Em 2006, foi estimada uma população de 232, um decréscimo de 7 (-2.9%).

## Geografia
De acordo com o United States Census Bureau tem uma área de
5,4 km², dos quais 5,4 km² cobertos por terra e 0,0 km² cobertos por água. Jordan Valley localiza-se a aproximadamente 1337 m acima do nível do mar.

## Localidades na vizinhança
O diagrama seguinte representa as localidades num raio de 72 km ao redor de Jordan Valley.